# Шангајско подне
Шангајско подне (енгл. Shanghai Noon) је америчка акциона вестерн комедија из 2000. године режисера Тома Деја, са Џекијем Ченом, Овеном Вилсоном, Луси Лу и Роџером Јуеном у главним улогама. Радња филма је смештена на Дивљем западу током 19. века, и прати Чона Ванга, гардисту кинеског цара, који се удружује са Ројом О'Баноном, арогантним разбојником и пљачкашем, како би заједно спасили отету кинеску принцезу. Ово је редитељски деби Тома Деја.  
Филм се супротставља жанру вестерна и кунг-фу акционим филмовима са проширеним секвенцама борилачких вештина, што се огледа и у самом наслову, који представља игру речи по култном вестерну Тачно у подне. Такође, садржи елементе комедије и тзв. филмског жанра buddy cop, у којем се два потпуна различита јунака удружују како би решили одређени, наизглед нерешив злочин. 
Изазвао је врло позитивне реакције код публике и критичара, уз бројне похвале за глуму (посебно Џеки Чен и Вилсон), режију, кинематографију, и целокупну радњу филма.
  Укупна зарада од филма износила је 99,3 милиона $, што га у поређењу са буџетом од 55 милиона $, не чини неуспешним у том сегменту. 3 године касније снимљен је наставак под насловом Шангајски витезови.

## Радња
Након што принцеза Пеј-Пеј, уз помоћ непознатог човека, побегне у Америку, кинески цар шаље тројицу својих најбољих гардиста и краљевског тумача да је пронађу и врате. Чон Ванг, један од царевих гардиста, осећа се одговорним за њено бекство, па зато инсистира да се придружи мисији како би могао да се искупи. Краљевски тумач, иначе Вангов ујак, дозвољава му да пође са њима, на шта пристаје и цар. Међутим, мисија већ на самом почетку крене по злу, када стигну у Неваду њихов воз нападне банда разбојника на челу са Ројом О'Баноном. Волас, нови члан Ројове банде, убија Ванговог ујака. Он, сазнавши шта се десило, креће у потеру за О'Баноном, али убрзо схвата да он није тај који је одговоран за његово убиство, па га пусти. Издвојен од остатка групе и препуштен сам себи, Ванг покушава да пронађе пут до Карсон Ситија како би пронашао остале и наставио своју мисију спасавања принцезе. 
Убрзо, Ванг проналази Роја закопаног у пустињи, и пита га за правац до Карсон Ситија. Рој му одговора да се град налази на другој страни планине, чувши одговор, Ванг му оставља два штапића како би се ископао и упути се ка планини. Дошавши на другу страну планине, Ванг спашава индијанског Сијукси дечака од племена Врана, и у полусвесном стању ожени се за кћерку поглавице Сијукса. Након што је успео да побегне од индијанског племена, Ванг проналази мали град и поново се сусреће са Ројом у једној крчми. Бесан због тога што га је упутио ка погрешном правцу, започиње тучу са Ројом, након које обојица завршавају у затвору. У затвору, Ванг  открива Роју детаље везане за принцезину откупнину златом, па чак и то да се ради о 100.000 златника. Чувши ово, Рој понуди помоћ Вангу како би заједно отишли у Карсон Сити и спасили принцезу, а он свестан како без туђе помоћи неће далеко стићи, прихвата и склапа партнерство са Ројом...

## Улоге
| Глумац           | Улога                            |
| ---------------- | -------------------------------- |
| Џеки Чен         | Чон Ванг                         |
| Овен Вилсон      | Рој О'Банон/Вајат Ерп            |
| Луси Лу          | принцеза Пеј-Пеј                 |
| Роџер Јуен       | Ло Фонг                          |
| Зандер Беркли    | шериф Натан Ван Клиф             |
| Брендон Мерил    | индијанка                        |
| Кејт Лајбен      | Фифи                             |
| Џејсон Конери    | Калвин Ендруз                    |
| Сајмон Р. Бејкер | Мало перо                        |
| Волтон Гогинс    | Волас                            |
| Хенри О          | краљевски тумач/Чонов ујак       |
| Ју Ронгуанг      | царски гардиста Ронг Гуанг Ју    |
| Ерик Чен         | царски гардиста Ерик Чи Ченг Чен |
| Јуен Бјао        | борац у крчми                    |
| Расел Баџер      | индијански поглавица             |
| Лиса Стафорд     | плавуша у возу                   |